# Permethrin
Permethrin, được bán dưới thương hiệu  cùng với một số những tên khác, là một loại dược phẩm và thuốc trừ côn trùng. Nếu sử dụng với vai trò một loại thuốc, chúng sẽ được sử dụng để điều trị ghẻ và chấy. Thuốc sẽ dùng bằng cách bôi lên da dưới dạng kem hoặc kem dưỡng da. Nếu sử dụng với vai trò một loại thuốc trừ côn trùng, chúng có thể được phun trên quần áo hoặc màn chống muỗi để diệt côn trùng chạm vào chúng.
Các tác dụng phụ có thể kể đến như phát ban và kích thích tại khu vực sử dụng. Sử dụng trong khi mang thai có vẻ an toàn. Thuốc cũng được chấp thuận cho sử dụng trên và xung quanh những trẻ em trên hai tháng tuổi. Permethrin thuộc họ thuốc pyrethroid. Thuốc hoạt động bằng cách phá vỡ chức năng của các tế bào thần kinh của chấy và ghẻ ve.
Permethrin được phát hiện vào năm 1973. Nó nằm trong danh sách các thuốc thiết yếu của Tổ chức Y tế Thế giới, tức là nhóm các loại thuốc hiệu quả và an toàn nhất cần thiết trong một hệ thống y tế. Chi phí bán buôn ở các nước đang phát triển là khoảng 0,02 USD đến 0,06 USD / gram. Tại Hoa Kỳ, một đợt điều trị có giá từ 25 đô la Mỹ đến 50 đô la Mỹ. Chúng được bán sẵn trên quầy.